# Gisants de bronze de la cathédrale d'Amiens
La cathédrale Notre-Dame d'Amiens conserve deux gisants de bronze, seuls témoins des bronzes du XIIIe subsistant en France.

## Historique
En 1218, la cathédrale romane fut victime d'un incendie, la foudre serait tombée sur la flèche ce qui aurait mis le feu aux charpentes et l'édifice tout entier se serait écroulé dans les flammes. Il fallut donc reconstruire la cathédrale en style gothique cette fois. Ce fut Evrard de Fouilloy, évêque d'Amiens de 1211 à 1222 qui fut l'initiateur du chantier de reconstruction. Son successeur Geoffroy d'Eu, évêque de 1222 à 1236 poursuivît son œuvre.
Les deux évêques furent inhumés dans la cathédrale, au milieu de la nef. Dès le XIIIe siècle, dans les années 1230 vraisemblablement, on érigea les deux gisants de bronze au-dessus de leurs tombeaux. En 1762, les gisants furent déplacés et installés de part et d'autre du portail principal. Pendant la Révolution française, ils furent sauvegardés grâce au juge Levrier qui persuada les autorités de la faible valeur en bronze des gisants. C'est l'architecte Eugène Viollet-le-Duc qui en 1867, les fit transporter à leur place actuelle, dans la troisième travée de la nef en partant du grand portail et les fit entourer d'une grille afin de les protéger de dégradations éventuelles.

## Caractéristiques

### Gisant d'Evrard de Fouilloy
Le gisant de l'évêque Evrard de Fouilloy se trouve dans la nef, côté sud, au niveau de la chapelle de l'Annonciation, son décor est beaucoup plus riche que celui de Geoffroy d'Eu. L'ensemble (plaque rectangulaire et effigies, animaux) a été coulé d'une seule pièce. L'évêque figure en demi-bosse, mitré et vêtu de l'habit épiscopal, la tête reposant sur un coussin richement brodé. Les pieds s'appuient sur deux espèces de dragons s'affrontant, l'un mordant l'autre au cou. De chaque côté, aux pieds de l'évêque, un clerc tient un cierge allumé. Au niveau des épaules, de part et d'autre, un ange thuriféraire diffuse de l'encens. Chacun des anges a une aile coulée avec le monument, l'autre ajoutée par la suite s'élevait dans l'air, elle a aujourd'hui disparu. Tout comme ces ailes, certains détails ont été ciselés après la fonte : l'inscription, les ornements du vêtement... Le gisant est supporté par six lionceaux de bronze. 

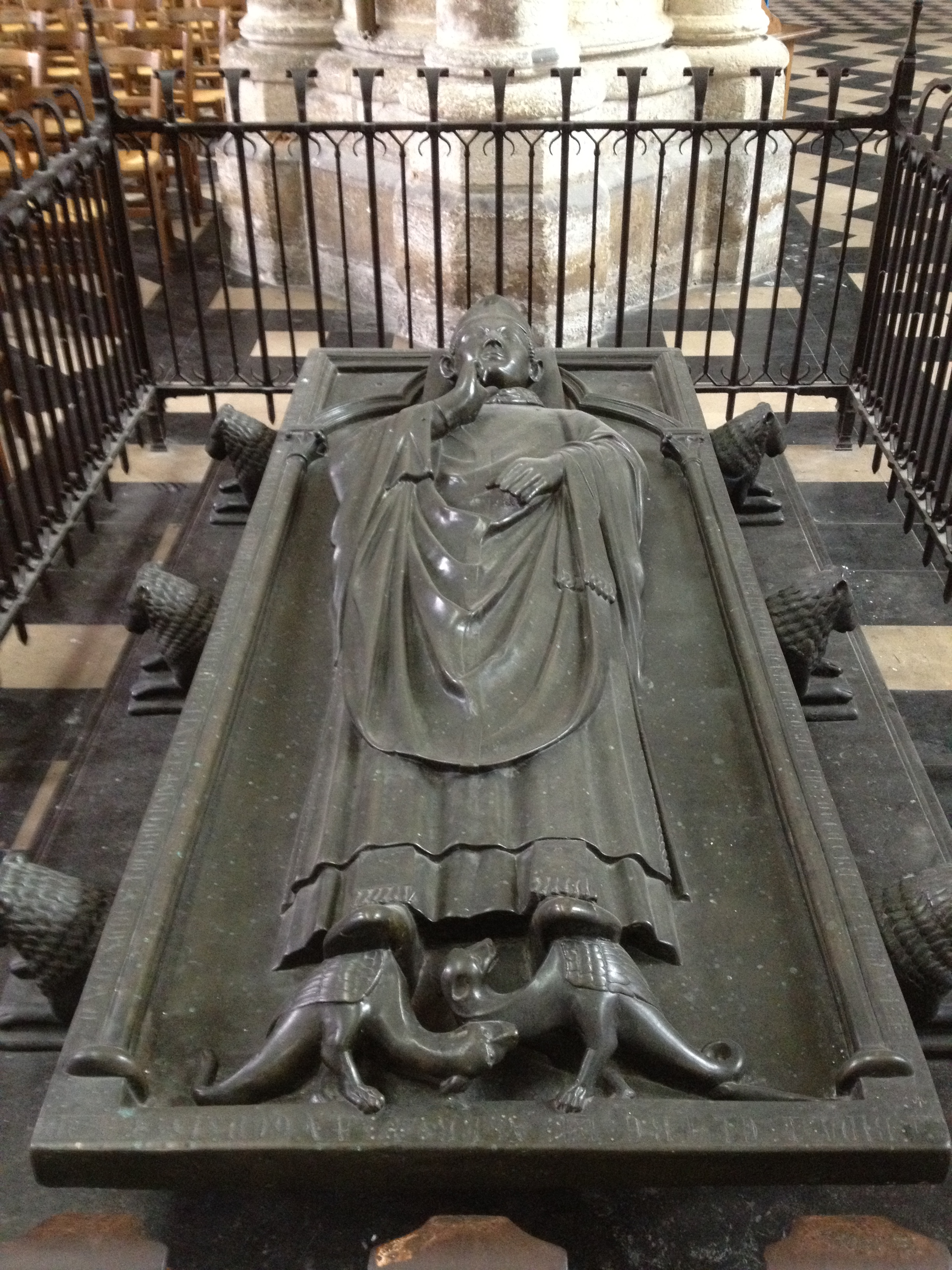
Gisant de Geoffroy d'Eu

Le visage de l'évêque est empreint d'une certaine austérité tandis que les figures des quatre autres personnages montrent une certaine gaieté. L'effigie de la tête d'Evrard de Fouilloy est encadrée par un arc trilobé reposant sur des colonnettes avec chapiteaux à crochets. De la main droite, l'évêque bénit tandis que la gauche renversée vers le sol tenait une crosse, aujourd'hui disparue, dont la pointe s'enfonçait dans la gueule d'un des dragons.

### Gisant de Geoffroy d'Eu
Le gisant de l'évêque Geoffroy d'Eu est situé, au même niveau que celui d'Evrard de Fouilloy mais du côté nord de la nef. Le décor de ce gisant est plus sobre que celui d'Evrard de Fouilloy. L'évêque mitré porte la tenue épiscopale sans broderie. Le coussin sur lequel sa tête repose n'est pas non plus bordé. Il n'y a pas de personnages figurant aux côtés de l'évêque. On retrouve à ses pieds les créatures fantastiques symbolisant le mal. L'arc trilobé entourant la tête repose sur deux colonnettes avec chapiteaux à crochets. L'évêque bénit de la main droite amputée de l'index et du majeur dont la phalange qui subsiste porte encore l'anneau épiscopal orné d'une pierre en cabochon. La main gauche renversée vers le sol tenait la crosse aujourd'hui disparue. Les inscriptions sur la bordure ont été gravées à la pointe. Les lionceaux qui portent la plaque de bronze montrent plus d'énergie que ceux de l'autre gisant. Ce gisant apparaît comme plus archaïque que celui d'Evrard de Fouilloy, sans doute a-t-il été réalisé antérieurement.